# Chris Hillman
Christopher "Chris" Hillman, född 4 december 1944 i Los Angeles, är en amerikansk sångare, basist och mandolinist. Han anses som en viktig figur inom countryrocken.
Hillman blev 1964 medlem i The Byrds, efter att tidigare ha spelat med några okända grupper. Han fick platsen som basist, men kunde egentligen bara spela mandolin. Han lärde sig ändå hantera basen relativt snabbt. Hillman spelade med The Byrds under deras mest framgångsrika period och bidrog bland annat med flera fina kompositioner, till exempel "Have You Seen Her Face", "Time Between", "Thoughts and Words" och "The Girl With No Name". 1968 lämnade han The Byrds och gick med i gruppen The Flying Burrito Brothers, med vilka han fortsatte han utvecklandet av countryrocken. Hillman var medlem i gruppen fram till 1972.
Han hade sedan mindre countryprojekt igång resten av 1970-talet. Bland annat debuterade han 1976 som soloartist med albumet Slippin' Away, men spelade också med band som Manassas och Souther-Hillman-Furay Band. Han startade 1986 bandet The Desert Rose Band och upplevde då sin framgångsrikaste period som artist sedan han var med i The Byrds. Gruppen upplöstes 1994 efter att ha misslyckats med att bibehålla den popularitet de hade i slutet av 1980-talet.

## Diskografi (urval)
Soloalbum
- 1976 – Slippin' Away
- 1977 – Clear Sailin'
- 1978 – Ever Call Ready
- 1982 – Morning Sky
- 1984 – Desert Rose
- 1996 – Bakersfield Bound (med Herb Pedersen)
- 1998 – Like a Hurricane
- 2002 – Way Out West (med Herb Pedersen)
- 2005 – The Other Side
- 2010 – Chris Hillman and Herb Pedersen at Edwards Barn
- 2017 – Bidin’ My Time